# Roscoe Lee Browne
Roscoe Lee Browne (Woodbury, New Jersey, 2 mei 1922 – Los Angeles, 11 april 2007) was een Amerikaanse acteur.

## Loopbaan
Browne won in 1986 een Emmy Award voor zijn rol in The Cosby Show. Hij sprak ook stemmen in voor reclame en films, zoals in Babe (1995) en Garfield (2006). Hij overleed aan kanker.

## Films
- Black Like Me (1964)
- Graham Greene's The Comedians (1967)
- Topaz (1969)
- The Liberation of L. B. Jones (1970)
- The Cowboys (1972)
- The World's Greatest Athlete (1973)
- Uptown Saturday Night (1974)
- Logan's Run (1976)
- Legal Eagles (1986)
- Jumpin' Jack Flash (1986)
- The Mambo Kings (1992)
- Naked in New York (1993)
- Judas Kiss (1998 film) (1998)

## Televisie
- Eastside/Westside (1963)
- That Was The Week That Was (1964)
- NET Playhouse (1967)
- The Invaders (1968)
- Mannix (1968)
- Espionage (1968)
- Name of the Game (1969)
- The Outcasts (1969)
- The Name of the Game (1971)
- Insight (1971)
- Bonanza (1972)
- All in the Family (1972)
- Sanford and Son (1972)
- The Streets of San Francisco (1973)
- Good Times (1974)
- Barney Miller (1975)
- Starsky and Hutch (1977)
- Maude (1977)
- Miss Winslow and Son (1979)
- Soap (1979-1981)
- Hart to Hart (1981)
- Santa Barbara (1980s)
- Falcon Crest (1980s)
- The Cosby Show (1980s)
- Benson (1980s)
- Magnum, P.I. 1983)
- Visionaries: Knights of the Magical Light (1987)
- 227 (1987)
- Highway to Heaven (1988)
- Falcon Crest (1988)
- Ring Raiders (1989)
- Columbo (1990)
- Father Dowling Mysteries (1990)
- A Different World (1992)
- SeaQuest DSV (1993)
- The John Larroquette Show (1994)
- New York Undercover (1996)
- Hope Island (1999)
- ER (1999)
- The Wild Thornberrys (1999)
- Law & Order (2003)
- Will and Grace (2004)

## Stem
- The Ra Expeditions (1972)
- Logan's Run (1976) Box the robot
- The Story of Star Wars (1977)
- Disney's Oliver & Company (1988)
- Babe (1995)
- Muppet Treasure Island (1996)
- Galapagos: Beyond Darwin (1996)
- Babe: Pig in the City (1998)
- Spider-Man (1995-1998)
- The Tulsa Lynching of 1921: A Hidden Story (2000)
- Treasure Planet (2002)
- Garfield: A Tail of Two Kitties (2006)
- Epic Movie (2007)
- Smiley Face (2007)

## Prijzen
- Obie Award (1965)
- Bronze Wrangler (1972)
- Emmy Award (1986)
- Image Award (1988)